# Alternative Tentacles
Alternative Tentacles est le label indépendant américain de rock, basé à Emeryville, en Californie. Il est fondé en juin 1979 par les Dead Kennedys pour leur premier disque 45 tours California Über Alles. Avec une volonté affichée d'autonomie à l'égard de l'industrie du disque, ce label fut financé par l'argent gagné pendant une année de concerts du groupe. Jello Biafra en est l'actuel dirigeant. Ce label est notamment un promoteur du Denver Sound.

## Histoire
Alternative Tentacles publie ensuite des disques d'autres groupes de la scène alternatif/punk, y compris des disques (qui sont ensuite publiés par d'autres labels) de groupes tels que The Dicks, 7 Seconds et les Butthole Surfers. En 1981, Alternative Tentacles sort la compilation Let Them Eat Jellybeans.
Parmi les groupes les plus connus qui ont sorti des albums par l'intermédiaire d'Alternative Tentacles figurent Dead Kennedys, NoMeansNo, D.O.A. et Alice Donut.
En plus des groupes musicaux, Alternative Tentacles publie également des albums de spoken word, souvent par Jello Biafra lui-même. Un autre thème commun aux disques d'Alternative Tentacles au fil des ans est le dessin de Winston Smith, qui apparaît sur de nombreux disques, catalogues, affiches et t-shirts. Smith a également dessiné le logo d'Alternative Tentacles.
En avril 2019, Kerrang! publie un article long format intitulé An Oral History of Alternative Tentacles, qui contenait des citations sur la position politique actuelle du label :  « Alternative Tentacles a une longue histoire de déclarations politiques. Deux de leurs T-shirts les plus vendus depuis l'élection américaine de 2016 sont les modèles Nazi Trumps Fuck Off et Trump Hates Me. Des sentiments anti-Trump ont également été exprimés sur le podcast A.T Batcast. L'équipe a donc été surprise de découvrir que des partisans de Trump étaient également des fans d'A.T. « Ils pensent que Trump est un punk », soupire Chris. [...] Il est le facteur de chaos, donc ils le voient comme quelqu'un qui fout en l'air le gouvernement. C'est incroyable que les gens soient surpris que Jello soit anti-Trump. Genre, où étiez-vous ? ! [...] Ce label a remis en question tous les présidents — y compris Obama — depuis 1979, ajoute Dominic, et nous continuerons à le faire. Nous soutenons le fait de tout remettre en question, nous sommes féministes, nous aimons défier les normes et nous n'avons pas peur de prendre parti. Je le répète : Si vous soutenez Trump, allez vous faire foutre. Cette remise en question que vous aimez tant est en train de détruire la vie des gens. »
En mars 2020, Bandcamp publie sur son site un article intitulé The Lesser-Known Classics of Alternative Tentacles Records dans le cadre de sa série de profils de labels.

## Groupes notables
- 16 Horsepower
- Alice Donut
- 7 seconds
- Butthole Surfers
- Dead Kennedys
- DOA
- eX-Girl
- Half Japanese
- Lard
- Les Thugs
- Melvins
- Jay Munly
- Neurosis
- Nomeansno
- The Darts